# 诺基亚Lumia 925
Nokia Lumia 925是2013年夏季推出的一部採用金屬設計元素的Lumia手機（以往Lumia手機都用膠為材質）。主要是四旁使用鋁合金，後蓋也是使用聚碳酸酯材料，有白、灰、黑三色選擇。
Nokia Lumia 925配置Snapdragon第四代（S4）MSM8960 1.5GHz處理器、4.5吋1280 × 768解析度螢幕、870萬像素並帶有PureView技術的卡爾蔡司相機鏡頭、2000mAh電池，它有16GB ROM內置記憶體，但不支援MicroSD記憶卡，支援4G LTE五頻操作，包括香港的1800及2600頻段。屬於2013年度的Windows Phone 8旗艦機。
Nokia Lumia 925支援無線充電Wireless Charging，但要透過吸附式無線充電後蓋才能做到，並要額外購買。可以使用國際標準的Qi無線充電，而Nokia也會為其推出NFC連接的產品，包括無線喇叭、耳機等。
Nokia Lumia 925搭載16GB和32GB的儲存空間，並享有SkyDrive 7GB的雲端空間，但不支援MicroSD記憶卡。